# Trance (песня)
«Trance» (с англ. — «Транс») — песня американского продюсера Metro Boomin и рэперов Трэвиса Скотта и Янг Тага. Она вошла во второй студийный альбом Metro Boomin — Heroes & Villains (2022). Трек был спродюсирован Metro Boomin и Алленом Риттером, а также включает партии скрипки в исполнении Питера Ли Джонсона.

## Отзывы
Песня в основном получила смешанные отзывы, подверглась критике продукция трека. Чарльз Лайонс-Берт из Slant Magazine отметил, что Metro Boomin использует повторяющиеся приемы, упомянув «печальную партию скрипки» из «Trance», которая уже звучала в треке «Rich Nigga Shit» с альбома Savage Mode II. Хамза Риаз из Mic Cheque охарактеризовал продакшен Heroes & Villains как «наиболее минималистичный из всего, что мы слышали от Metro», подчеркнув, что «Trance» звучит чрезмерно приглушенно. 
Вонго Окон из Uproxx отметил, что мрачный тон трека «предвещает опасность, скрывающуюся между ритмами и хэтами в альбоме». В то же время Питер А. Берри из Complex указал, что, несмотря на недостаток яркости в текстах, мелодии треков, включая «Trance», делают их привлекательными.

## Утекшая версия песни
В январе 2023 года в сеть попала альтернативная версия песни «Trance», в которой имелся куплет канадского рэпера Дрейка. В интервью с DJ Drama на шоу Streetz Is Watchin Radio Metro Boomin рассказал, что однажды в студии Дрейк захотел послушать треки с альбома Heroes & Villains и услышал уже готовую версию «Trance». Несмотря на то, что Metro был доволен оригинальной версией и не планировал вносить изменения, Дрейк всё же записал свой куплет для этой композиции.
Metro объяснил: «Некоторые моменты были крутыми, но с куплетами Slime (Young Thug), Trav (Travis Scott) и аутро, просто не оставалось места. Это не было чем-то личным... В итоге я оставил оригинальную версию, а та, видимо, просто утекла в сеть».

## Чарты
| Чарт (2022–2023)                      | Высшая позиция |
| ------------------------------------- | -------------- |
| Канада (Billboard Canadian Hot 100)   | 24             |
| Мир (Billboard Global 200)            | 4              |
| Исландия (Tónlistinn)                 | 39             |
| Ирландия (IRMA)                       | 52             |
| Латвия (LAIPA)                        | 4              |
| Литва (AGATA)                         | 14             |
| MENA (IFPI)                           | 15             |
| Новая Зеландия (RMNZ)                 | 17             |
| Польша (Polish Streaming Top 100)     | 14             |
| Словакия (Singles Digitál Top 100)    | 32             |
| Швейцария (Schweizer Hitparade)       | 65             |
| Великобритания (UK Singles Chart)     | 60             |
| США (Billboard Hot 100)               | 42             |
| США (Billboard Hot R&B/Hip-Hop Songs) | 14             |

| Чарт (2023)                          | Позиция |
| ------------------------------------ | ------- |
| Канада (Canadian Hot 100)            | 85      |
| Global 200 (Billboard)               | 183     |
| US Hot R&B/Hip-Hop Songs (Billboard) | 38      |

## Сертификации
| Регион | Сертификация | Продажи   |
| --- | ------------ | --------- |
| Австралия (ARIA) | Платиновый   | 70 000    |
| Канада (Music Canada) | Платиновый   | 80 000    |
| Италия (FIMI) | Золотой      | 50 000    |
| Польша (ZPAV) | Платиновый   | 50 000    |
| Португалия (AFP) | Золотой      | 5000      |
| Великобритания (BPI) | Серебряный   | 200 000   |
| США (RIAA) | Платиновый   | 1 000 000 |
| Стриминг |              |           |
| Греция (IFPI Greece) | Платиновый   | 2 000 000 |
| Данные о продажах + прослушиваниях приведены только на основе сертификации. · Данные только о прослушиваниях приведены на основе сертификации. |              |           |